# Онуачу, Пол
Эбере Пол Онуачу (англ. Ebere Paul Onuachu; род. 28 мая 1994, Оверри) — нигерийский футболист, нападающий английского клуба «Саутгемптон» и сборной Нигерии.

## Клубная карьера
Онуачу начал карьеру в клубе «Эбедей», который является по сути африканским филиалом футбольной академии датской команды «Мидтьюлланн». В 2012 году он переехал в Данию и начал тренировки с основным составом. 29 ноября в матче Кубка Дании против «Раннерс» Пол дебютировал за команду. 2 декабря в поединке против «Силькеборга» он дебютировал в датской Суперлиги, заменив во втором тайме Петтера Андерсона. 20 июля 2014 года в матче против «Брондбю» Огуачу забил свой первый гол за «Мидтьюлланн».
В начале 2015 года Пол для получения игровой практики на правах аренды перешёл в «Вайле». 14 марта в матче против «Брёнсхёя» он дебютировал в Первой датской лиге. 30 апреля в поединке против «Виборга» Огуачу забил свой первый гол за «Вайле». По окончании аренды он вернулся в «Мидтьюлланн».
18 февраля 2016 года в матче Лиги Европы против английского «Манчестер Юнайтед» Пол забил победный гол, который принес его клубу историческую победу. Летом 2019 года Огуачу перешёл в бельгийский «Генк». 1 сентября в матче против «Брюгге» он дебютировал в Жюпиле лиге. 13 сентября в поединке против «Шарлеруа» Пол забил свой первый гол за «Генк».